# Trioda

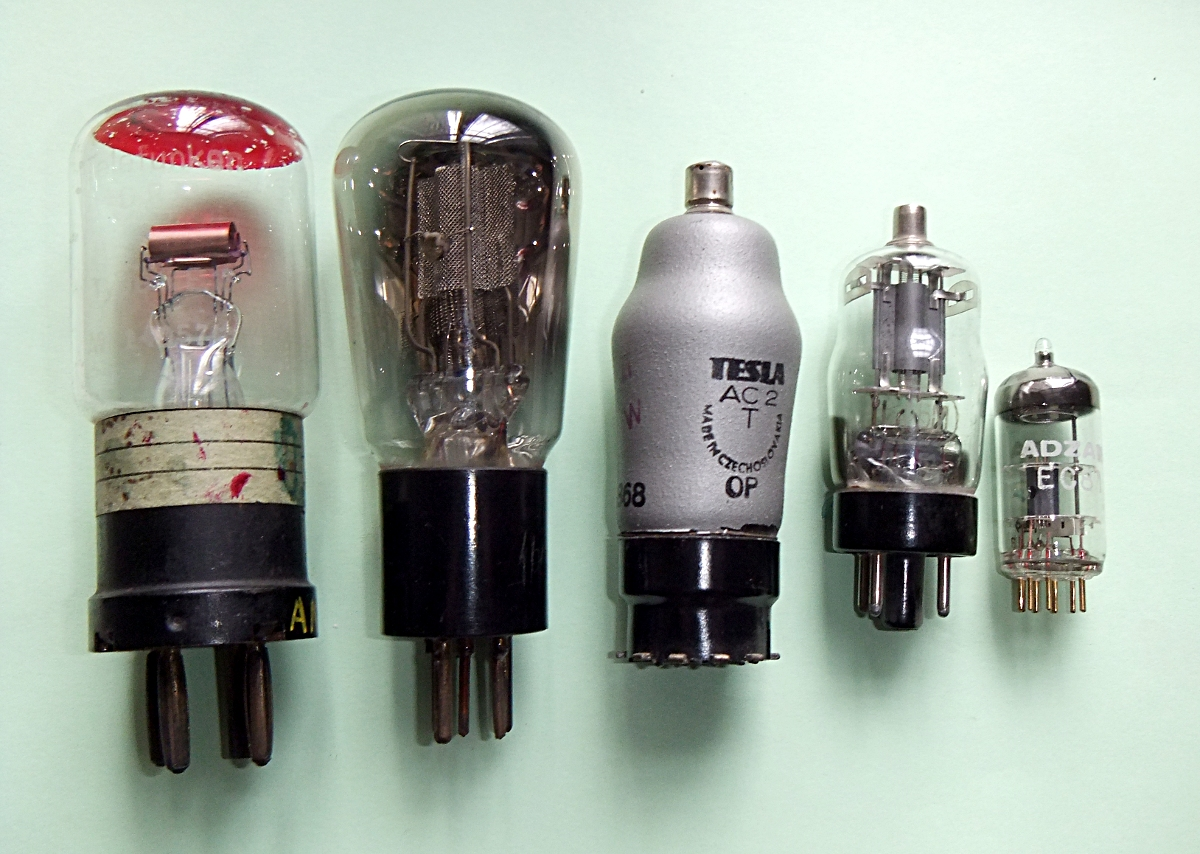
Triody napięciowe różnych generacji: RE16 (z 07.1918), REN1004 (lata 20.–30.), AC2 i 6F5M (lata 30.–40.), EC81 (lata 50.)

Trioda – najprostsza i najstarsza lampa wzmacniająca sygnały elektryczne. Ma trzy elektrody – anodę, katodę i siatkę. Trioda umożliwia sterowanie przepływem elektronów z katody do anody przez zmianę napięcia na siatce. Znalazła zastosowanie w licznych układach elektronicznych: wzmacniaczach, generatorach i innych.
Krótko triodą nazywa się najczęściej trójelektrodowe lampy próżniowe, choć niektóre tyratrony są gazowanymi triodami.
W początkowym okresie rozwoju techniki półprzewodnikowej tranzystor nazywano triodą półprzewodnikową lub triodą krystaliczną.

## Budowa i zasada działania
| Symbol graficzny triody    | Symbol graficzny triody       |
| z katodą żarzoną pośrednio | z katodą żarzoną bezpośrednio |
| -------------------------- | ----------------------------- |
|                            |                               |

Trioda składa się z umieszczonych w próżniowej bańce (najczęściej szklanej) trzech elektrod: żarzonej katody, anody i umieszczonej pomiędzy nimi siatki. Z rozgrzanej katody, na skutek zjawiska termoemisji, możliwa jest emisja elektronów. Anoda jest spolaryzowana względem katody dodatnio i pole elektryczne między nimi przyspiesza elektrony, które docierają do anody. Na pole elektryczne wpływa również siatka – możliwa jest więc regulacja prądu anody za pomocą innej elektrody – siatki. Ponieważ siatka znajduje się dużo bliżej katody niż anoda to wpływa ona silniej na pole elektryczne w sąsiedztwie katody niż anoda – im silniej tym większe wzmocnienie da się uzyskać za pomocą lampy.
Gdy siatka jest spolaryzowana ujemnie (w stosunku do katody) hamuje ona elektrony i zawraca je do katody zmniejszając prąd anodowy. Przy katodzie tworzy się wtedy chmura przestrzennego ładunku ujemnego (elektronów), która przeciwdziała emisji elektronów z katody. Gdy siatka jest spolaryzowana dodatnio, dodatkowo przyspiesza elektrony, zwiększając płynący prąd (część elektronów dociera jednak wtedy do siatki powodując przepływ prądu w jej obwodzie).

## Historia

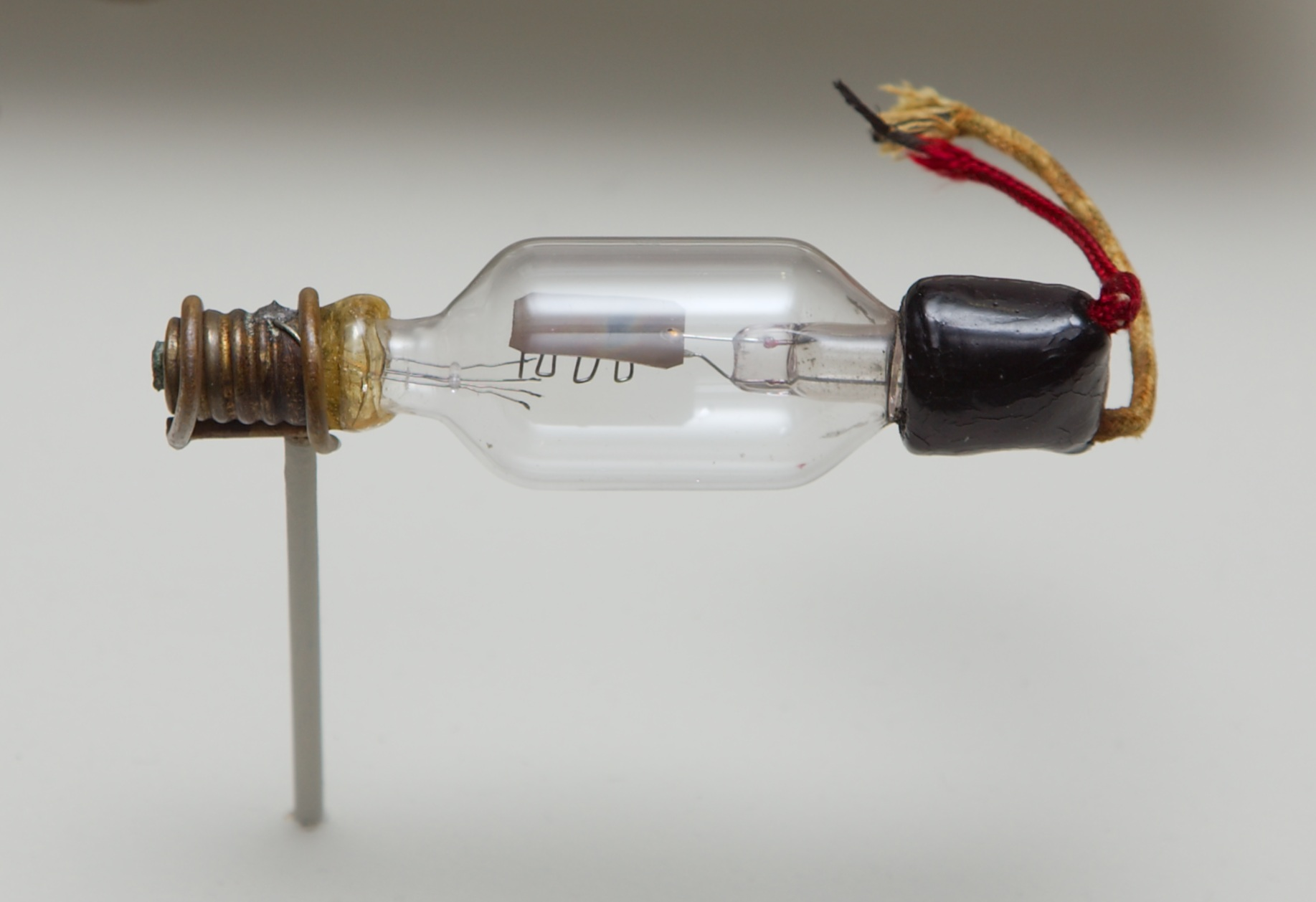
Audion Lee De Foresta z 1906

- Pierwszą triodę skonstruował w roku 1906 Lee De Forest.
- Irving Langmuir pracując dla General Electric w latach 1909–1916 udoskonalił znacznie technikę próżniową i wynalazł pompę dyfuzyjną, co umożliwiło osiąganie wysokiej próżni i poprawiło znacznie parametry lamp elektronowych. Langmuir opracował również podstawy teorii lamp elektronowych.
- W 1911 użyto triody jako wzmacniacza, a w 1914 zastosowano triody we wzmacniaczach linii telefonicznej na trasie Nowy Jork – San Francisco.
- W 1920 RCA rozpoczęło na dużą skalę produkcję triod UV200 („miękka”, detekcyjna) i UV201 („twarda”, wzmacniająca). Były to pierwsze lampy przeznaczone dla masowego odbiorcy.
- W 1921 RCA rozpoczęło seryjną produkcję nadawczych triod mocy UV202 (o mocy 5 W), UV203 (50 W) i UV204 (250 W).
- W Polsce produkcję pierwszych lamp (triod) rozpoczęła w niewielkiej skali warszawska firma Radjopol 1 grudnia 1921 r[1].

Wynalezienie triody miało decydujące znaczenie dla powstania i rozwoju elektroniki. Początkowo trioda znalazła zastosowanie w telefonii, radiotelegrafii i radiofonii, później rozwinęły się też inne dziedziny w tym telewizja i komputery.

## Rodzaje i zastosowania

### Audiony
Pierwsze triody powstały w czasach gdy stan technologii nie pozwalał jeszcze na wytwarzanie wysokiej próżni. Gazy resztkowe znajdujące się w bańce lamp powodowały, że ich charakterystyki były mocno nieliniowe, co uniemożliwiało stosowanie ich jako liniowych wzmacniaczy. Były wykorzystywane jako efektywne detektory sygnałów zmodulowanych amplitudowo, zwane audionami.
Dopiero rozwój techniki próżniowej umożliwił wyprodukowanie triody nadającej się do wzmacniania sygnałów. Lampy elektronowe o wysokiej próżni nazywano „twardymi”, w odróżnieniu od wcześniejszych, zawierających gazy resztkowe, określanych jako „miękkie”.
Przykłady audionów („miękkich” triod): UX200, UX200A, DE5, 00A, F12A, 412A.

### Triody napięciowe

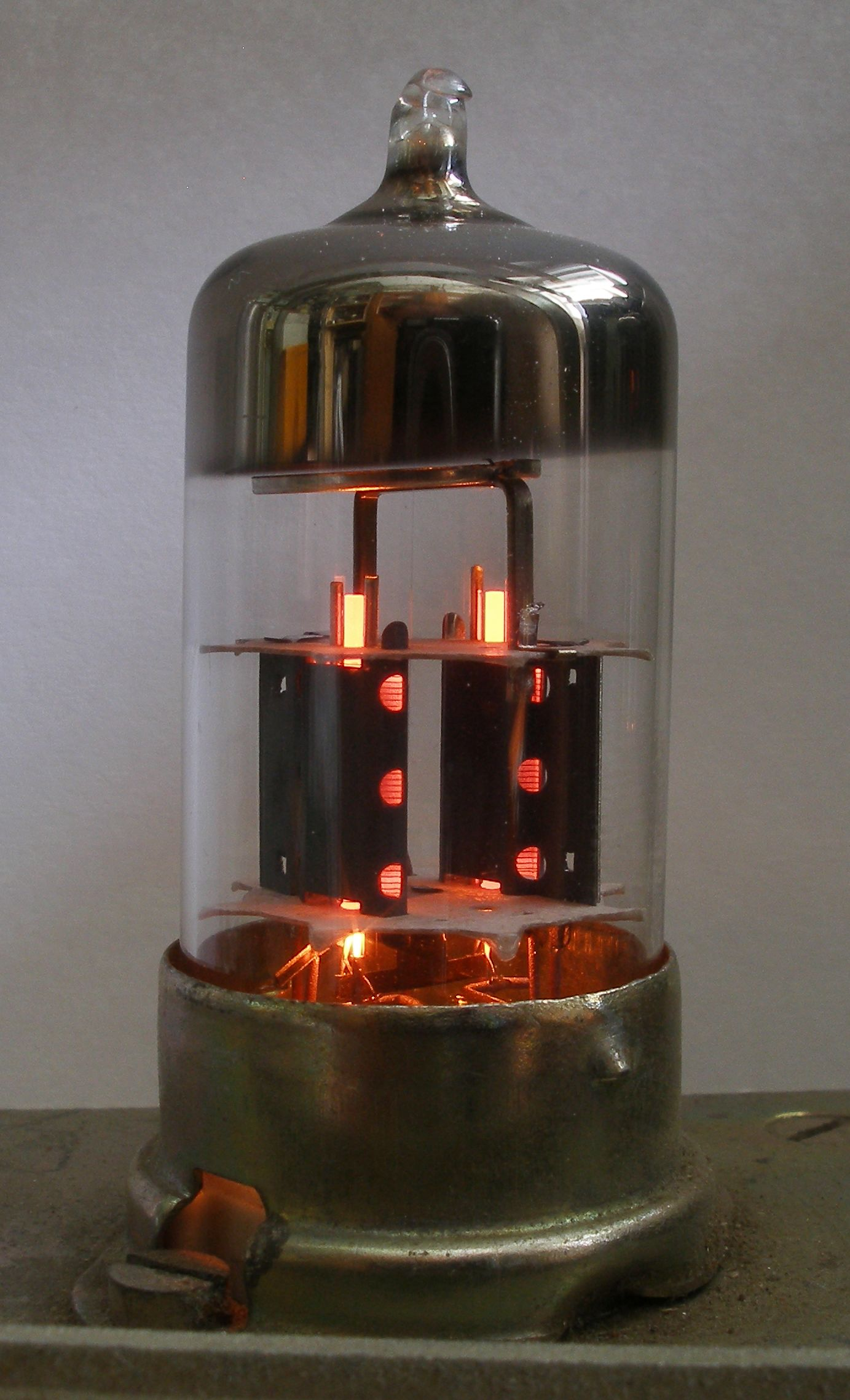
Podwójna trioda napięciowa ECC83

Schemat wzmacniacza triodowego w układzie wspólnej katody

Triody napięciowe to lampy o niewielkiej dopuszczalnej mocy wydzielanej w anodzie. Oprócz zastosowań we wzmacniaczach sygnałów elektrycznych były też używane we wielu innych układach elektronicznych: przerzutnikach, układach logicznych, generatorach, mieszaczach, układach automatyki itp.
Wzmacniacze na triodzie mogą być budowane w trzech konfiguracjach, w zależności od tego, do jakich elektrod dostarcza się sygnał sterujący i odbiera wyjściowy:
- ze wspólną katodą – sygnał wejściowy jest dostarczany na siatkę, wyjściowy odbierany z anody, a katoda jest wspólna dla sygnałów wejściowego i wyjściowego; najczęściej spotykany;
- ze wspólną siatką – sygnał wejściowy jest dostarczany na katodę, wyjściowy odbierany z anody, a siatka jest wspólna dla sygnałów wejściowego i wyjściowego; układ ma zastosowanie głównie we wzmacniaczach wielkiej częstotliwości;
- ze wspólną anodą (wtórnik katodowy) – sygnał wejściowy jest dostarczany na siatkę, wyjściowy odbierany z katody, a anoda jest wspólna dla sygnałów wejściowego i wyjściowego; układ charakteryzuje się wzmocnieniem napięciowym bliskim jedności, ma natomiast duży opór wejściowy i mały wyjściowy.

Przykłady triod napięciowych: A209, A409, A415, A425, REN904, AC2, 6C5, 6J5, EC90, EC92, EC86.
Triody napięciowe były często umieszczane po dwie w jednej bańce, lampę taką nazywa się również duotriodą. Bardzo popularnymi przykładami są 6SN7 (6N8S), 6J6 (ECC91, 6N15P), ECC40, ECC81 (12AT7A), ECC82 (12AU7A), ECC83 (12AX7A), ECC84, ECC85 (6AQ8), ECC88 (6DJ8). Niekiedy podwójne triody miały wspólną katodę – na przykład ECC31, ECC92 (6J6, 6N15P), E90CC.
Triody napięciowe wchodziły często w skład lamp złożonych, zawierających w jednej bańce również systemy innych lamp.
- Z diodą, na przykład: ABC1, EBC3, EBC41, 6R7, 6Q7 (duodioda i trioda); EABC80 (trzy diody i trioda).
- Z pentodą napięciową lub mieszającą: ECF80 (6BL8), ECF82 (6U8), ECF801 (6GJ7), EFC802 (6JW8), ECF804, 7199.
- Z pentodą mocy lub tetrodą strumieniową: VCL11, ECL11, ECL80 (6AB8), ECL82 (6BM8), ECL84 (6DQ8), ECL85 (6CV8), ECL86 (6GW8).
- Z heksodą lub heptodą. Lampy takie były bardzo często używane w układach przemiany częstotliwości – na triodzie budowano generator lokalny (heterodynę), a heksoda lub heptoda była mieszaczem. Popularne przykłady to: 6J8, ECH2, ECH3, ECH11, ECH21, ECH42, ECH80 (6AN7), ECH81 (6AJ8), ECH84.

### Triody – selektody
Selektody (lampy regulacyjne) to lampy, w których siatka sterująca ma obszary o różnej gęstości, co powoduje duże zmiany nachylenia charakterystyki (a co za tym idzie wzmocnienia) w zależności od punktu pracy lampy. Były one stosowane we wzmacniaczach wielkiej i pośredniej częstotliwości z automatyczną regulacją wzmocnienia.
Przykłady selektod będących triodami to EC95 (6ER5), EC97 (6FY5), PC900 (4AH5) i radziecka 6Н5П (6N5P).

### Triody mocy

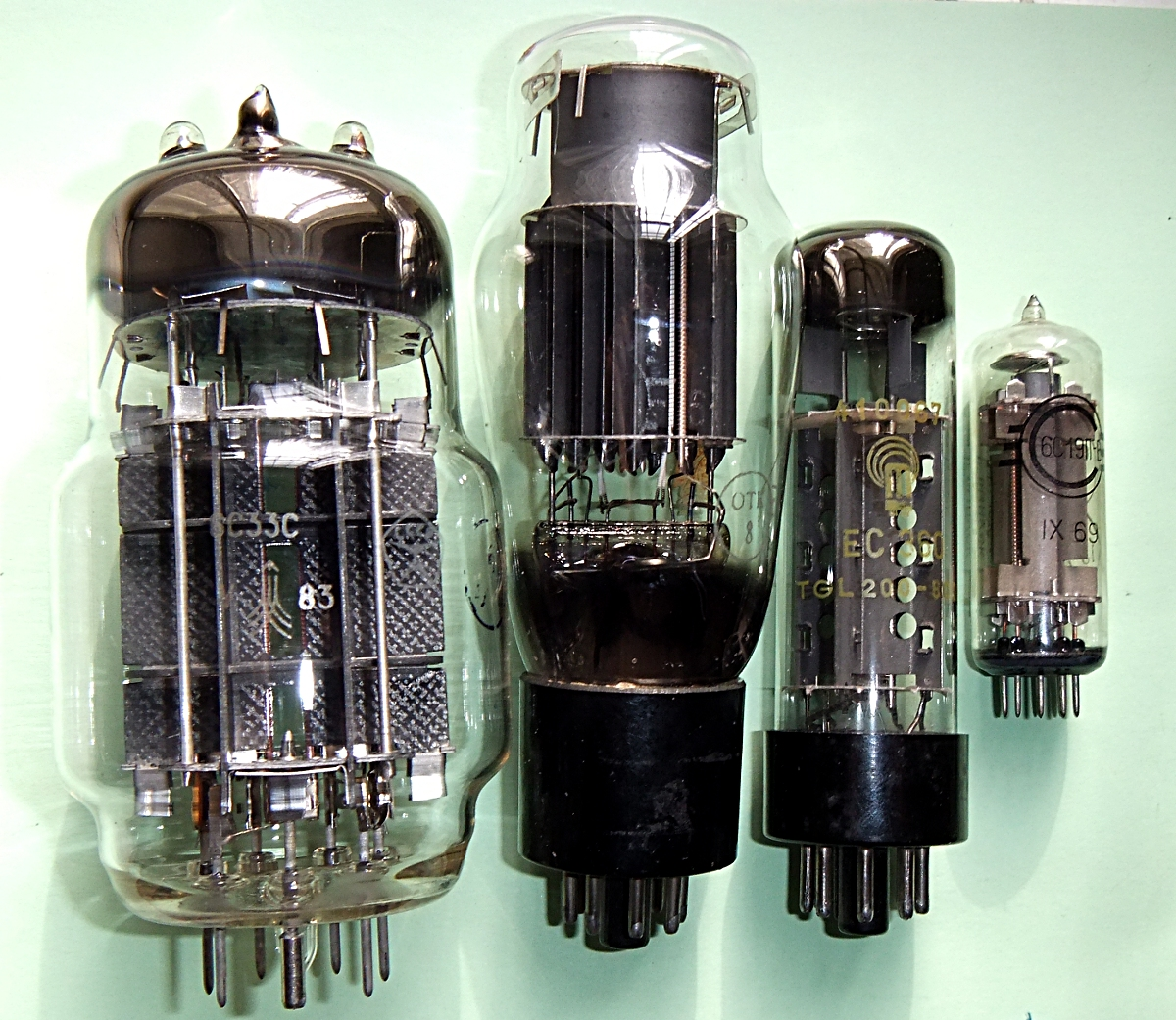
Triody mocy do szeregowych stabilizatorów napięcia (6S33S, 6N13S, EC360, 6S19P).

Triody mocy (nazywane też głośnikowymi albo końcowymi) to lampy dostarczające do obciążenia sygnał o mocy od ułamka do wielu watów (granica między triodami mocy a napięciowymi jest płynna, zależna od zastosowania). Typowe lampy tego typu to: B205 (RE152), B405 (RE124), B409 (RE134), E406 (RE114), E408N, E409 (RE134), 300B, AD1. Produkowano też podwójne triody mocy przeznaczone do pracy w układach przeciwsobnych: B240, RE402B, KDD1, DDD11, 6N7, 6A6.
Po wynalezieniu pentody i tetrody strumieniowej triody mocy zostały przez nie wyparte. Wymagają większego napięcia sterującego, a do otrzymania układu o dużej sprawności energetycznej potrzebny jest punkt pracy z prądem siatki, co komplikuje stopień sterujący.
W USA stosowano nadal triody mocy w układach odchylania pionowego telewizorów, gdyż ze względu na dużą amplitudę napięcia sterujących je generatorów ich wady nie były w tym zastosowaniu decydujące. Często umieszczano je w jednej bańce z inną triodą, przeznaczoną do pracy w układzie generatora. Przykłady takich lamp to 6DR7 i 6EM7.
Triody mocy do końca dominacji elektroniki lampowej zachowywały swoją pozycję w układach szeregowych stabilizatorów napięcia. Pentody i tetrody strumieniowe są w tym zastosowaniu niewygodne ze względu na skomplikowany sposób zasilania siatki ekranującej. Najpopularniejsze triody produkowane do tego celu to: EC360, 6S19P i 6S33S (pojedyncze) oraz 6AS7G, 6080, 6N5S i 6N13S (podwójne).

### Triody nadawcze

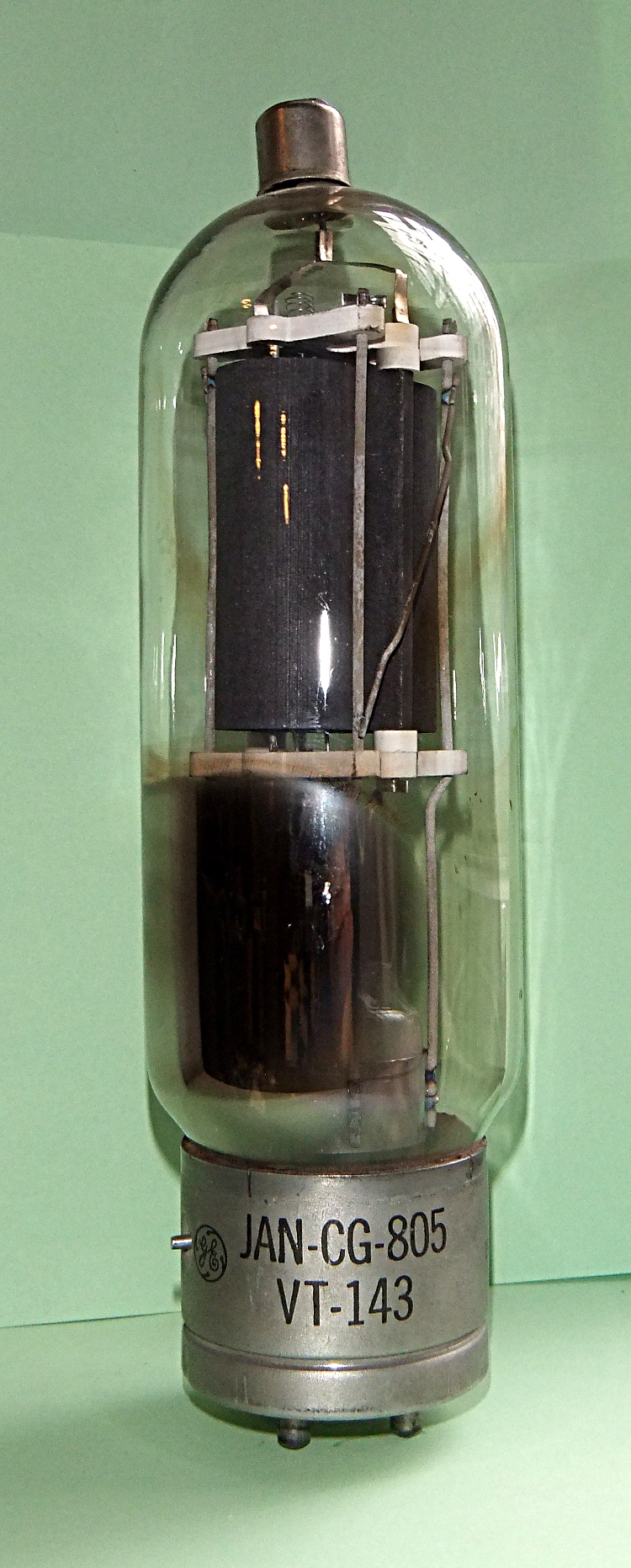
Trioda nadawcza typu 805.

Triody nadawcze charakteryzowały się możliwością uzyskania dużej mocy wyjściowej sygnału wielkiej częstotliwości, co implikowało duże napięcie pracy, dużą dopuszczalną mocą strat w anodzie i wysoką emisyjność katody. Były produkowane na moce poczynając od kilku watów (do urządzeń przenośnych), aż do setek kilowatów. Ekstremalnie duże lampy w nadajnikach radiowych wielkiej mocy były budowane jako rozbieralne, z własnym systemem pomp próżniowych.
Triody nadawcze były stosowane nie tylko w stopniach końcowych nadajników radiowych i telewizyjnych, ale także we wzmacniaczach akustycznych bardzo dużej mocy (kinowych, radiowęzłowych, do nagłaśniania obiektów sportowych itp.) oraz w urządzeniach przemysłowych: generatorach do elektrotermii indukcyjnej i dielektrycznej, generatorach ultradźwiękowych dużej mocy itp. W niektórych zastosowaniach są nadal spotykane.
Przykładowe typy wytwarzane w produkcji seryjnej: 2C22, 2C39, 3C24, 6C24, LD1, DET29, EC56, 841, 1608, 801, 811, 812, 830, 805, 892, GM70, GU16B, GU10B, 152TL, 450TH, TB2,5/300 (polskie oznaczenie T-01), RD200B (T-02), RS1031W (T-26W), TBW12/100, RS1001L.

### Triody mikrofalowe

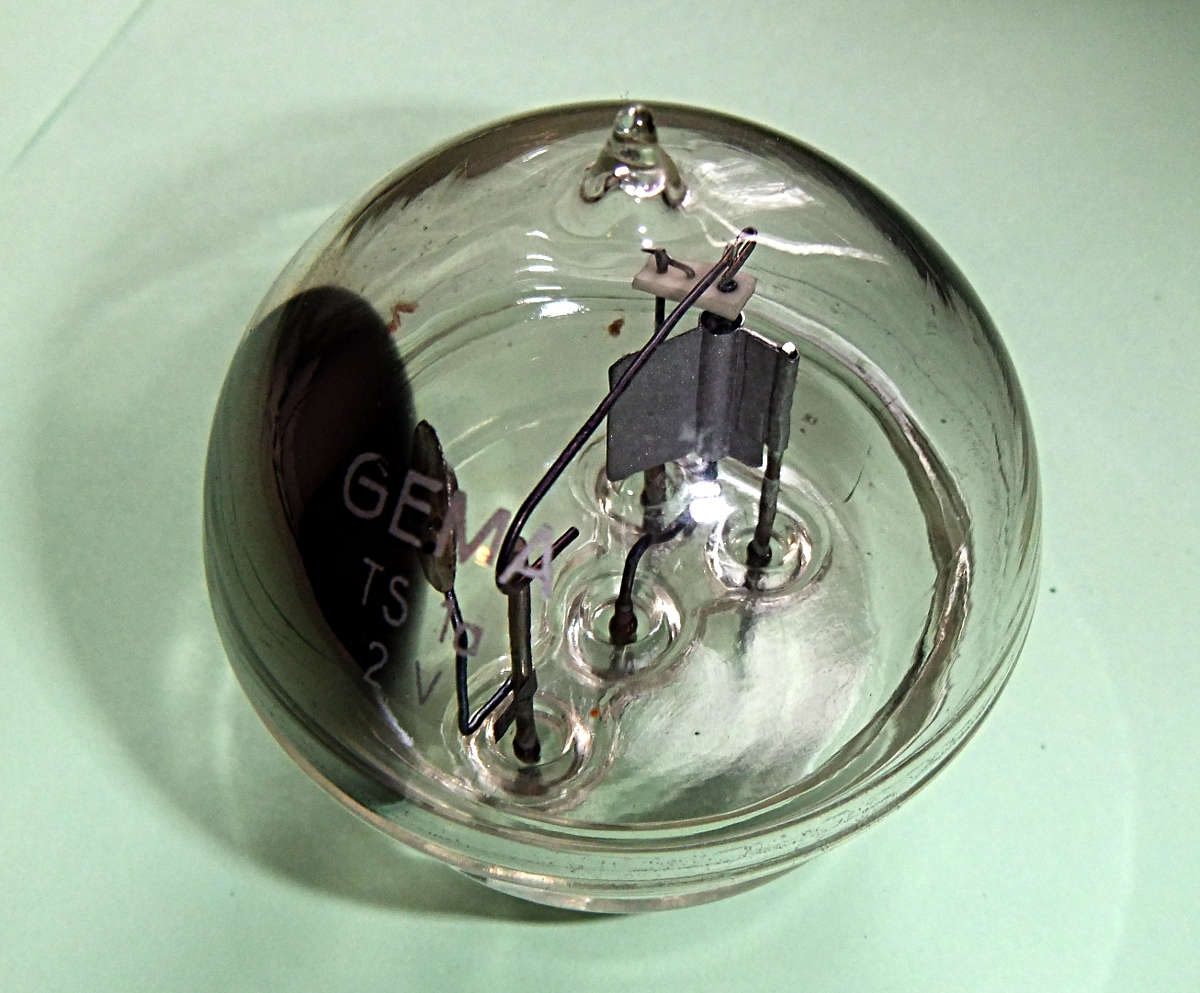
Trioda generacyjna na pasmo decymetrowe TS1a z lat II w.ś.

Lampy pracujące w zakresie mikrofalowym muszą charakteryzować się elektrodami o małej powierzchni (w celu zminimalizowania pojemności międzyelektrodowych), rozmieszczonymi w małej odległości (by zminimalizować czas przelotu elektronów), z wyprowadzeniami i elektrodami o małej indukcyjności. Jeszcze przed II w.ś. skonstruowano triody „żołędziowe” (RCA typ 955), w których krótkie wyprowadzenia znajdowały się ze wszystkich stron bańki co zmniejszało ich indukcyjność.
Często stosowanymi lampami mikrofalowymi były triody tarczowe – o elektrodach w postaci równoległych tarcz, z wyprowadzeniami poszczególnych elektrod w postaci pierścieni. Geometria takich lamp umożliwia bezpośrednie włączenie ich do rezonatora wnękowego lub obwodu koncentrycznego. Obudowa była najczęściej wykonana nie ze szkła, ale ze specjalnych gatunków ceramiki o niskich stratach dielektrycznych. Przykłady takich lamp to 2C40, LD7, Z5139.

## Podstawowe parametry
Podstawowymi parametrami triody są:
- współczynnik wzmocnienia (amplifikacji) Ka (wyrażany w V/V) – parametr mówiący, ile razy więcej musi się zmienić napięcie na anodzie w stosunku do napięcia na siatce, aby utrzymać ten sam prąd anodowy, odwrotnością wsp. wzmocnienia jest tzw. przechwyt D,
- nachylenie charakterystyki Sa (wyrażone w mA/V) – parametr mówiący, o ile miliamperów zmieni się prąd anody przy zmianie napięcia na siatce o 1V przy niezmiennym napięciu na anodzie,
- rezystancja (oporność) wewnętrzna ρa (wyrażana w kΩ) – określa ona zależność prądu anodowego od napięcia anody,
oraz napięcia maksymalne Ua max, prąd maksymalny Ia max i moc maksymalna Pa max, jaka może wydzielić się na anodzie.

## Oznaczenia
W europejskim systemie oznaczeń lamp triodom odpowiadają litery C dla triod sygnałowych i D dla triod mocy.